# Fuchsia aquaviridis
Fuchsia aquaviridis là một loài thực vật có hoa trong họ Anh thảo chiều. Loài này được P.E.Berry mô tả khoa học đầu tiên năm 2007.